# Lancia Voyager
Lancia Voyager – samochód osobowy typu minivan klasy wyższej produkowany przez włoską markę Lancia w latach 2011–2016. 

## Historia i opis modelu

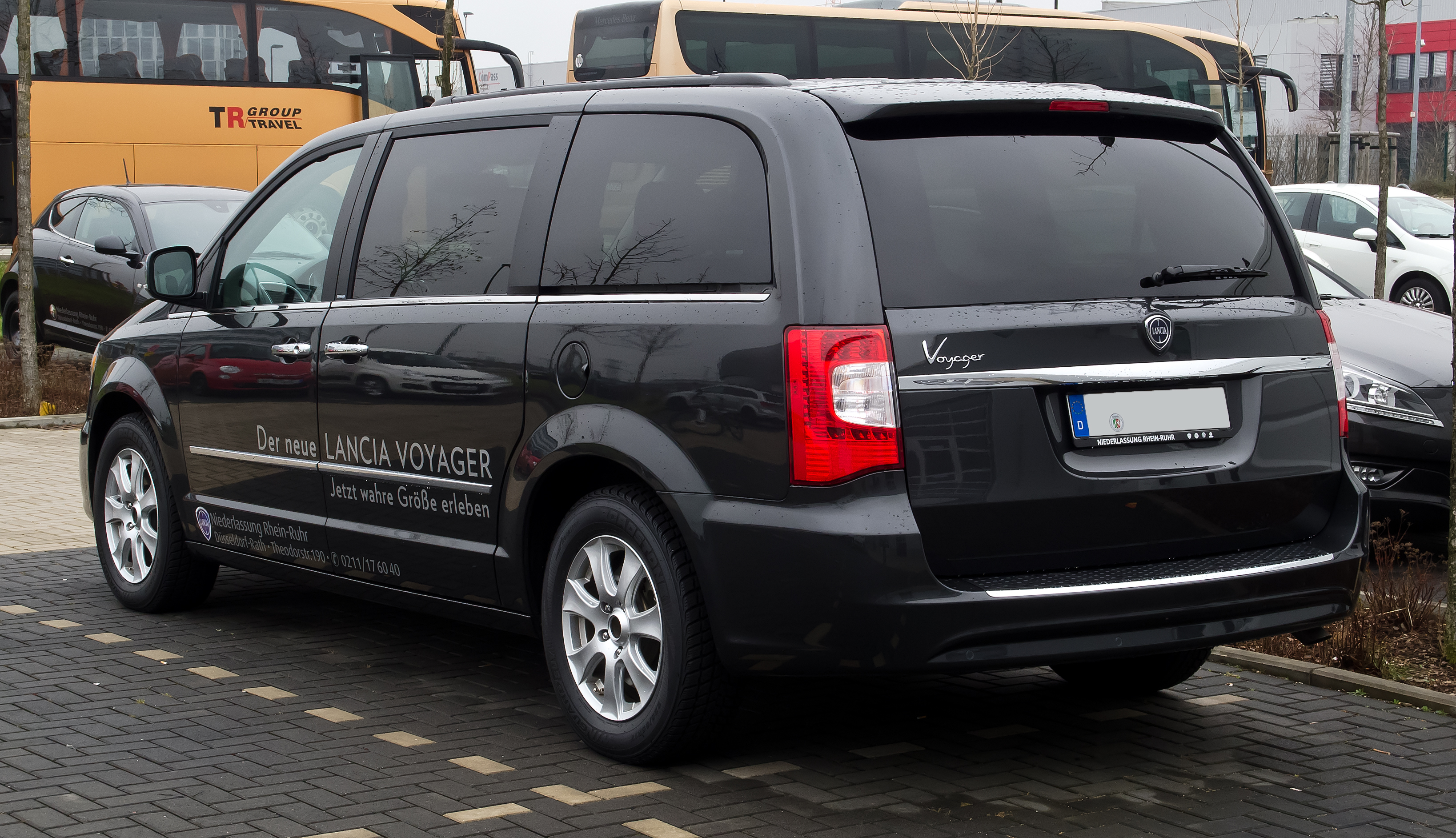
Lancii Voyager - tył

Voyager to jeden z 6 nowych modeli Lancii i jeden z 4 odpowiedników modeli Chryslera, których debiut miał miejsce podczas Geneva Motor Show 2011. Samochód jest następcą modelu Phedra, który początkowo nie miał otrzymać następcy. Z przyczyn marketingowych na mocy mariażu FIATa z Chryslerem modele tej amerykańskiej marki będą sprzedawane w Europie jako modele Lancii, na razie taki los spotkał model Grand Voyager, który właśnie przemianuje się na model pod podobną nazwą, tyle, że bez przedrostka Grand. Voyager pod skrzydłami Lancii różni się od modelu spod znaku Chrysler nieco innym grillem, poprawionym zawieszeniem, bogatszym wyposażeniem standardowym i znacznie lepszą jakością materiałów wykończeniowych. 
W palecie jednostek napędowych znajdują się benzynowa V6 3.6 oraz diesel R4 2.8. Obie jednostki współpracują z automatyczną 6-biegową skrzynią biegów. W aucie pozostawiono charakterystyczne dla Grand Voyagera elementy jak system Stow'n'Go, elektrycznie otwierane/zamykane boczne drzwi i klapa bagażnika, podgrzewana kierownica, uchylne szyby 3 rzędu. Lancia Voyager weszła do sprzedaży w 2011 roku. Debiut tego modelu oznacza też, że projekt Eurovan przestanie istnieć. "Fiatowski" odpowiednik pod nazwą Fiat Ulysse zastąpi zupełnie inny model, także odpowiednik z portfolio koncernu Chryslera, a dokładniej Dodge'a - model Fiat Freemont.
W 2013 roku pojazd przeszedł bardzo delikatną modernizację. Nieco zmodernizowano silnik Diesla, wprowadzono system kontroli stabilności przyczepy, oraz wprowadzono nowe kolory lakierów.
W 2016 roku w Kanadzie zakończyła się produkcja modelu Chrysler Town & Country / Voyager na rzecz nowego modelu, który jednak nie będzie oferowany w Europie. Oznacza to, że produkcja dużego vana Lancii z amerykańskim rodowodem kończy się bez następcy. Dodatkowo - gama Lancii została z rokiem 2016 okrojona wyłącznie do modelu Ypsilon na mocy działania nowej polityki koncernu FCA.

### Wersje wyposażenia[4]
- Silver
- Gold
- Platinum

Standardowe wyposażenie podstawowej wersji Silver obejmuje m.in. systemy ABS i ESP, 6 poduszek powietrznych, skórzaną tapicerkę, trzy strefową automatyczną klimatyzację, elektrycznie regulowane szyby przednie i tylne, tempomat, czujniki ciśnienia w oponach, centralny zamek z pilotem, radio z CD, MP3 i AUX, komputer pokładowy, system Stow&Go, koło dojazdowe, 17 calowe felgi aluminiowe, oraz elektrycznie składane i podgrzewane lusterka boczne.
Bogatsza wersja Gold dodatkowo wyposażona jest w m.in. podgrzewane fotele 1. i 2. rzędu siedzeń, elektrycznie regulowane fotele przednie, kierownicę i gałkę zmiany biegów obszyte skórą, elektrycznie zamykaną klapę bagażnika, elektrycznie regulowane pedały, czujniki cofania, system bezprzewodowej komunikacji (Uconnect), światła przeciwmgielne i relingi dachowe.
Topowa odmiana Platinum została wyposażona dodatkowo w m.in. elektrycznie składaną kanapę trzeciego rzędu siedzeń, system bez kluczykowego otwierania i uruchamiania pojazdu, reflektory ksenonowe ze spryskiwaczami i samopoziomowaniem, nawigację satelitarną, radio z systemem audio o mocy 506 w (9 głośników z subwooferem) i system poziomowania tylnego zawieszenia.

### Silniki[5]
| Silnik                | Pojemność skokowa [cm³] | Typ silnika        | Moc maksymalna [KM]([kW]) przy obr./min | Maks. moment obrotowy [Nm] przy obr./min | Przyspieszenie 0-100 km/h [s] | Prędkość maks. [km/h] |                    |                    |                    |
| Silniki benzynowe:    | Silniki benzynowe:      | Silniki benzynowe: | Silniki benzynowe:                      | Silniki benzynowe:                       | Silniki benzynowe:            | Silniki benzynowe:    | Silniki benzynowe: | Silniki benzynowe: | Silniki benzynowe: |
| --------------------- | ----------------------- | ------------------ | --------------------------------------- | ---------------------------------------- | ----------------------------- | --------------------- | ------------------ | ------------------ | ------------------ |
| 3.6 V6 DOHC PentaStar | 3604                    | V6                 | 283 (208) przy 6600                     | 344 przy 4400                            | 8,5                           | 209                   |                    |                    |                    |
| Silniki wysokoprężne: |                         |                    |                                         |                                          |                               |                       |                    |                    |                    |
| 2.8 CRD               | 2768                    | R4                 | 163 (120) przy 3800                     | 360 przy 1800-2800                       | 11,9                          | 193                   |                    |                    |                    |